# École des devoirs
 (janvier 2017).
Si vous disposez d'ouvrages ou d'articles de référence ou si vous connaissez des sites web de qualité traitant du thème abordé ici, merci de compléter l'article en donnant les références utiles à sa vérifiabilité et en les liant à la section « Notes et références ».
Le réseau des écoles de devoirs est surtout développé en Belgique où l'on compte plusieurs centaines de ces organismes en Communauté française qui accueillent plus de 16 000 enfants et jeunes. Milieu d'accueil pour les enfants de 6 à 18 ans, indépendant des écoles, les E.D.D. ont pour but de favoriser l'intégration des élèves les plus défavorisés, mais aussi de permettre aux autres de se réaliser pleinement. En avril 2004, un décret a été adopté concernant la reconnaissance et le soutien aux Écoles de Devoirs par la Communauté française.
Au quotidien, les EDD sont invitées, tel que le décret le souligne, à mettre en place de manière transversale les quatre missions des EDD :

## Le développement intellectuel de l’enfant
Cela signifie accompagner l’enfant lors de ses apprentissages et découvertes les plus divers dans un climat de confiance et d’ouverture et ce à l’aide d’outils adaptés : respect du rythme, respect des différentes intelligences, avec des méthodes différenciées en fonction des besoins : jeux, braingym, créativité…, tout en faisant le lien entre les savoirs et la réalité de la vie.

## Le développement et l'émancipation sociale de l'enfant
L’émancipation c’est faire en sorte que l’enfant soit épanoui, qu’il soit bien dans sa peau et dans la société. Cela suppose d’écouter ses besoins, de l’accompagner dans son évolution vers le respect de soi et des autres ainsi que dans le fait de s’exprimer et d’agir librement de manière critique et autonome. Pour qu’il puisse acquérir confiance en lui et une bonne estime de lui-même, il faut reconnaître l’enfant tel qu’il est et tel qu’il voudrait devenir, l’aider à trouver et à tracer son chemin, lui permettre de comprendre qu’il a une place à prendre dans la société et construire avec lui les outils pour y arriver.

## La créativité de l'enfant, son accès et son initiation aux cultures dans leurs différentes dimensions
Cela implique de donner  à l’enfant des occasions de s’exprimer en développant différents modes d’expressions, artistiques ou autres, d’appréhender pratiquement le monde, de découvrir d’autres cultures, de mieux connaître la sienne, en s’ouvrant à ce qui l’entoure et en partageant diverses expériences. Ensuite, favoriser la créativité, c’est accompagner les enfants à développer ses capacités à résoudre des problèmes, à imaginer des alternatives, à réfléchir autrement et librement, à développer leur imagination sans craindre les expériences nouvelles même déstabilisantes pour qu’ils deviennent des adultes accomplis potentiellement aptes à (ré)inventer une nouvelle société.

## L'apprentissage de la citoyenneté et de la participation
C’est outiller l’enfant pour opérer des choix, assumer ses responsabilités, en l’amenant à comprendre les enjeux et les rapports de force de la société pour jouer un rôle dans celle-ci et évoluer vers plus d’autonomie. C’est encourager l’enfant à s’exprimer librement et développer son esprit critique ainsi qu’à connaître et intégrer ses droits et devoirs. Ce qui passe par la  construction  de repères communs tout en donnant un rôle et une place à chacun, en vue d’amener les enfants à devenir des acteurs de notre société.
Ces Écoles de Devoirs sont donc bien plus qu'une « aide aux devoirs ». Selon les structures, elles peuvent proposer diverses autres activités pour aider le jeunes à se développer (des ateliers pour « apprendre à apprendre », des activités culturelles, ludiques, sportives, citoyennes… ou, tout simplement, des moments de temps libre pour permettre à l'enfant de se ressourcer, de s'amuser).
En France ces structures ne sont pas organisées en réseau et relèvent plus des initiatives, des besoins, des possibilités locales. De ce fait le service fourni porte des noms variés en fonction des structures, tels que accompagnement scolaire, aide au devoir, cours du soir, et autres variantes.